# Beloveț, Razgrad
Beloveț (în bulgară Беловец) este un sat în comuna Kubrat, regiunea Razgrad,  Bulgaria. 

## Demografie
Componența etnică a satului Beloveț
     Bulgari (19,15%)
     Turci (61,79%)
     Nicio identificare (19,05%)
     Altele (0,2%)
La recensământul din 2011, populația satului Beloveț era de 1.916 locuitori. Din punct de vedere etnic, majoritatea locuitorilor (61,79%) erau turci, cu o minoritate de bulgari (19,15%). Pentru 19,05% din locuitori nu este cunoscută apartenența etnică.